# پناهگاه صخره‌ای شاداب کوه ۳
پناهگاه صخره‌ای شاداب کوه ۳ مربوط به دوران پارینه‌سنگی جدید است و در شهرستان کوهدشت، بخش طرهان، شهر گراب واقع شده و این اثر در تاریخ ۲۸ اسفند ۱۳۸۵ با شمارهٔ ثبت ۱۸۵۰۲ به‌عنوان یکی از آثار ملی ایران به ثبت رسیده است.